# Rødekro
Rødekro (Duits: Rothenkrug) is een plaats in Denemarken. Tot 1 januari 2007 was het ook een gemeente in Denemarken.

## Voormalige gemeente
De oppervlakte van de gemeente bedroeg 201,71 km². De gemeente telde 11.695 inwoners waarvan 5856 mannen en 5839 vrouwen (cijfers 2005).
Sinds de herindeling hoort de plaats, en de voormalige gemeente tot de nieuwe gemeente Aabenraa.

## Plaats
De plaats Rødekro telt 5902 inwoners (2007). Rødekro ligt 7 km ten westen van de stad Aabenraa. De plaats heeft een spoorwegstation en ligt aan de Europese weg 45.

## Molen
Bij Rødekro staat de achtkantige stellingmolen Damgård Mølle, die in 1867 werd gebouwd.